# 磷酸铥
磷酸铥是一种无机化合物，化学式为TmPO4。它的二水合物可由氯化铥和磷酸钠在水溶液中反应得到，加热二水合物可以得到无水物。它的无水单晶也可由磷酸二氢铵和氧化铥在氧化铅-五氧化二磷（1:1）熔体中反应，生长得到。它和氟化钠反应，可以得到Na3Tm2F3PO4。